# Barrage d'Újezd
Le barrage d’Újezd, ou barrage de Kyjice est un réservoir d'eau douce de la Tchéquie, qui s'étend à 2 km à l'est de Jirkov, dans le bassin de Bohême septentrionale, sur la commune de Vrskmaň. Il régule le débit de la Bílina et de son affluent, l'Hutní potok. Plus au sud, il y a le lac de retenue de Zaječice.
La ligne de chemin de fer Ústí nad Labem–Chomutov ainsi que la route européenne 462 (entre Jirkov et Most) longent le lac à l'ouest et au Nord. La trouée d’Ervěnice part de la gare de Kyjice, un peu au nord-ouest du lac.
Le site a été aménagé entre 1978 et 1981 par la Compagnie des Eaux de Chomutov pour remplacer le barrage de Dřínov. Ces travaux ont permis de rectifier le lit de la Bílina. La retenue a englouti le village d’Ojes et affecté la localité de Kyjice (anciennement appelée Kaitz), à l'est du lac, sur laquelle s'est édifié le barrage, haut de 13,90 m. La longueur du barrage au couronnement est de 1,76 km, pour une largeur au couronnement de 9 m ; La route de Vrskmaň à Vysoká Pec emprunte la crête de l'ouvrage.
Avec une superficie de 152,1 ha et un volume de pointe de 8 400 000 m3, la retenue permet d'assurer le maintien du niveau de la Bílina avant le franchissement de la trouée d’Ervěnice ; elle est fréquentée par de nombreux pêcheurs. L'ouvrage est en outre équipé d'une micro-centrale, exploitant une turbine Kaplan d'une puissance de 94 kW.

## Voir également
- (cs) La micro-centrale hydroélectrique d’Újezd